# Maserati Quattroporte (2003)
La quinta serie della Maserati Quattroporte viene prodotta dal 2003 al 2012 dalla casa automobilistica italiana Maserati; la vettura ha subito nel 2008 un aggiornamento estetico. È stata prodotta in circa 24 000 esemplari complessivi e l'ultimo esemplare è uscito dalle linee di produzione dello stabilimento di Modena il 20 dicembre del 2012.

## Il contesto
La nuova generazione di Quattroporte viene progettata sotto la stretta osservazione della Ferrari in seguito ad una fusione tra quest'ultima e la Maserati grazie ad una riorganizzazione voluta dai vertici del gruppo Fiat (proprietario dei due marchi). La quarta serie ebbe un discreto successo nelle vendite ma non riuscì a risollevare l'immagine della casa del tridente, offuscata dalla produzione di auto derivate dalla serie Biturbo che non sono state mai elogiate da parte del pubblico per i contenuti tecnici; con la nuova generazione bisognava rendere competitivo il marchio ed incrementare le vendite sui principali mercati quali gli Stati Uniti e il Medio Oriente. Una delle caratteristiche strategiche per l'affermazione del modello erano il ritorno al lusso e all'eleganza di un tempo che hanno reso esclusivo il modello Quattroporte, senza però trascurare le prestazioni e la sportività. Bisognava creare una vera granturismo piacevole da guidare ma comoda per cinque passeggeri.
La progettazione del modello è stata più volte discussa dai vertici che furono inizialmente contrari alla reintroduzione del modello, questo a causa degli eccessivi costi di industrializzazione e di produzione, ma erano in ballo le sorti del marchio che vide inizialmente anche uno scarso successo commerciale delle neonate sportive 3200GT e Coupé. Un nuovo prodotto era indispensabile e venne ufficialmente approvato nei primi anni 2000 affidando lo stile dell'autovettura alla Pininfarina, già autrice dei modelli più famosi prodotti dalla casa Ferrari.
Il concetto era di reintrodurre lo stile della prima serie di Quattroporte in chiave moderna, un design che all'epoca piacque molto agli appassionati e indirizzò la casa del tridente verso la produzione di auto di lusso. La nuova serie, come la prima, ebbe lo stesso compito: introdurre il nuovo corso stilistico della casa e andare maggiormente incontro alle esigenze del pubblico. I primi bozzetti e alcuni prototipi in scala ridotta vennero esposti il 27 aprile 2002 al Museo d'arte contemporanea di Tokyo durante l'evento Artedinamica. L'11 settembre del 2002 Luca Cordero di Montezemolo, presidente della Maserati, dichiara ufficialmente che gli sviluppi della nuova Quattroporte sono quasi terminati e che il modello definitivo sarà presentato in anteprima mondiale al Salone dell'automobile di Francoforte nell'autunno del 2003.

## Design

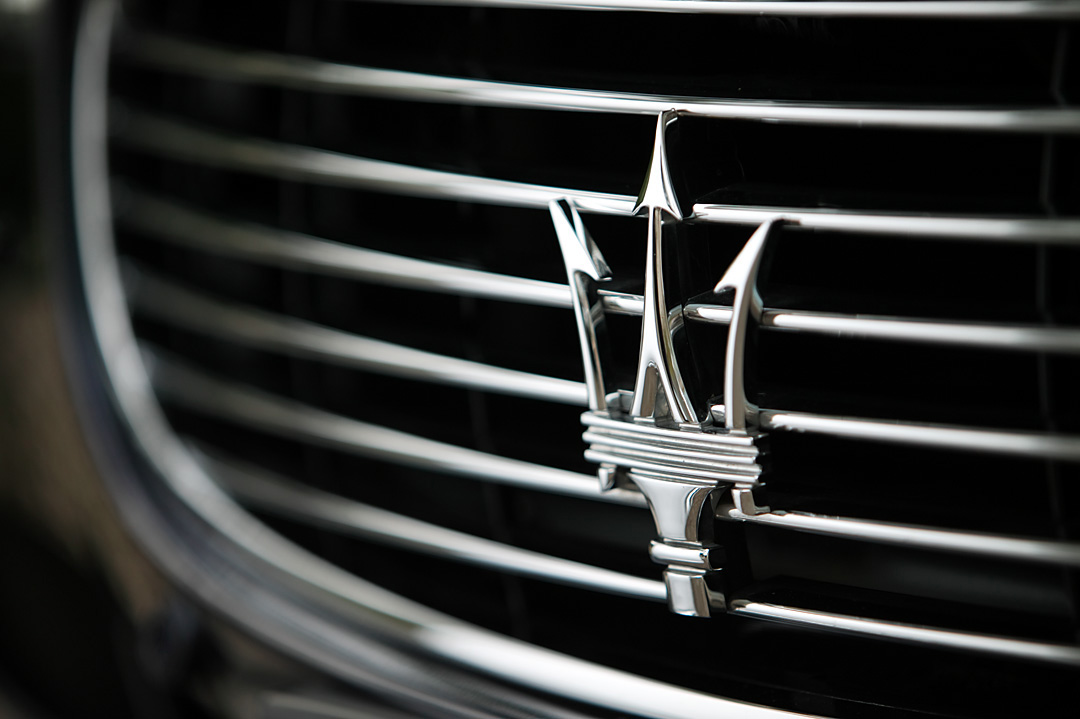
Il tridente Maserati al centro della calandra della Quattroporte

Disegnata da Pininfarina, esteticamente la carrozzeria lunga oltre 5,0 metri è stata modellata in modo da garantire delle ottime prestazioni, grazie al design molto aerodinamico, muscoloso e sportivo, il frontale viene caratterizzato dalla presenza della nuova calandra in rilievo con i bordi cromati che ingloba il marchio del tridente; le versioni più esclusive vengono caratterizzate dalla presenze della griglia a quindici bande cromate che attraversa tutta la calandra, mentre le Quattroporte più sportive possiedono una griglia di colore scuro per sottolineare la vocazione da granturismo dell'automobile. La fanaleria anteriore di piccole dimensioni è stata integrata ai paraurti inferiori in modo da creare l'effetto di un cofano motore immenso solcato da profonde nervature. La fiancata esprime un concetto di sportività grazie ai passaruota in rilievo e alle classiche tre prese d'aria con bordi cromate applicate sui parafanghi anteriori; nella parte bassa della fiancata troviamo il classico fregio Pininfarina mentre sul montante posteriore, accanto alla sottile vetratura, troviamo il marchio Maserati cromato che dona un tocco di eleganza, insieme alle cornici dei finestrini (anch'esse cromate). La coda dispone di fanaleria che sfrutta la tecnologia a diodi luminosi a LED, i paraurti bombati incorporano i doppi terminali di scarico mentre il cofano del bagagliaio è stato impreziosito da una fascia cromata che si estende per tutta la sua larghezza. Il bagagliaio possiede un volume di 450 litri ed ospita le sacche da golf o il set di valigie appositamente disegnato e realizzato dalla Maserati; la mancanza della ruota di scorta ha portato all'utilizzo di un kit di gonfiaggio con compressore ma tra gli optional è disponibile anche il ruotino di scorta da 17".

## Interni

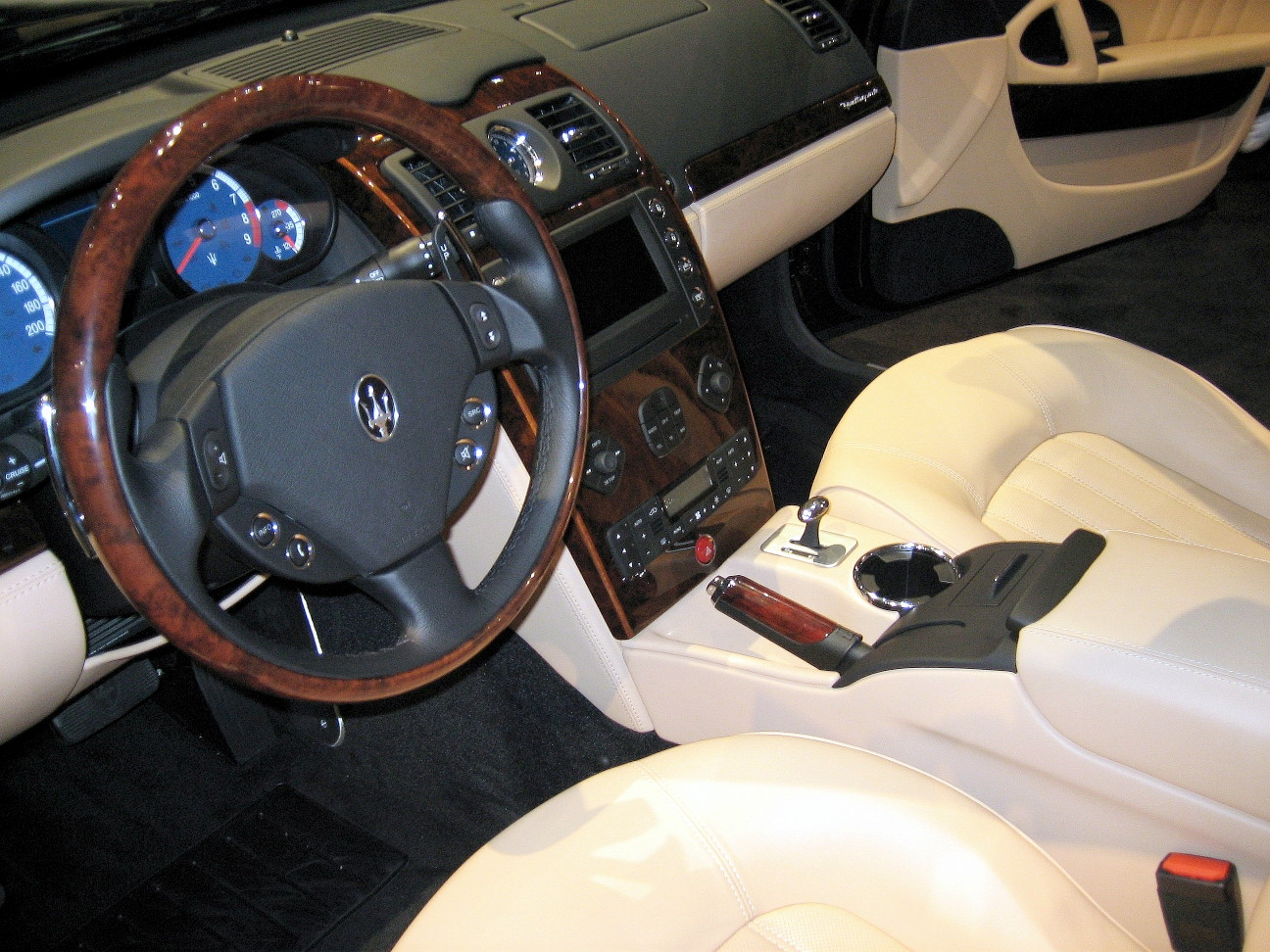
Vista degli interni della Quattroporte

Gli interni della nuova Maserati Quattroporte seguono il design esterno, ovvero una plancia sinuosa che nella zona centrale presenta il grande schermo a cristalli liquidi del navigatore satellitare posizionato tra le bocchette d'aerazione del climatizzatore e i comandi del climatizzatore automatico bizona. Caratteristico è l'orologio al quarzo di forma circolare posizionato nella zona superiore della plancia. I principali comandi che governano la dinamica dell'autovettura sono stati ravvicinati al guidatore in modo da rendere più facile la gestione. Gran parte della plancia e delle portiere viene realizzata in legni pregiati come lo Starwood, il Vavona ed il Wengè Polished, ma sono disponibili anche i laccati Black Piano e Blu Laque che conferiscono modernità all'abitacolo. Accanto al legno sono disponibili anche gli inserti per la plancia in Poltrona Frau e pelle con rifiniture specifiche su richiesta del cliente, il tutto montato artigianalmente. Con la Quattroporte è stato introdotto anche il Maserati Multimedia System, sviluppato dalla Magneti Marelli, integra il computer di bordo al navigatore satellitare, autoradio CD con MP3 e hard disk da 30 GB, ingresso USB con bluetooth e comandi vocali. L'impianto audio viene gestito tramite i comandi principali applicati sul volante multifunzione con altoparlanti Bose Surround Sound System. Per i passeggeri posteriori è disponibile anche un pacchetto multimediale comprensivo di schermi LCD integrati nei poggiatesta con lettore DVD e climatizzatore posteriore. Tra i dispositivi di serie troviamo i sedili anteriori regolabili elettricamente in quattordici posizioni, cruise control, sensore crepuscolare e di pioggia, antifurto, bloccaggio automatico delle porte con spegnimento dei fari. Tra gli accessori sono disponibili anche i sedili riscaldati e massaggianti e il vano refrigerato integrato nel bracciolo centrale.

## La dinamica
La Quattroporte quinta serie viene realizzata su un telaio di base a trazione posteriore completamente inedito sviluppato appositamente per i modelli di casa Maserati; in seguito questa piattaforma sarà utilizzata dalle Maserati GranTurismo e GranCabrio e, in una versione a passo accorciato, anche dalle sportive Alfa Romeo 8C Competizione e 8C Spider (queste ultime prodotte dalla casa del tridente a Modena). Grazie all'elevata rigidità torsionale di questo telaio è stato possibile offrire alla Quattroporte delle prestazioni elevate abbinate ad una guida sportiva. Le sospensioni anteriori e posteriori utilizzano lo schema a quattro ruote indipendenti con quadrilateri alti deformabili realizzati con bracci in alluminio; queste raffinate sospensioni sono state studiate per migliorare l'handling dell'autovettura e grazie alla geometria Antidive e Antisquat il telaio non subisce brusche variazioni di altezza nelle fasi di accelerazione e di frenata. Il motore in posizione anteriore è stato arretrato verso l'abitacolo per ottenere una distribuzione dei pesi carica al 49% sull'asse anteriore e al 51% sull'asse posteriore.
L'impianto frenante sfrutta sia per l'avantreno che per il retrotreno quattro dischi auto ventilanti dal diametro di 330 mm. Di serie per tutte le versioni il Maserati Stability Program che integra l'ESP all'ABS ripartito dall'EBD. Inoltre è possibile variare la risposta dell'assetto a seconda del fondo stradale, infatti su percorsi ricchi di curve la Quattroporte si comporta come un'autentica sportiva grazie all'assetto irrigidito in configurazione Sport ma è disponibile anche la configurazione Normal per garantire una maggiore comodità agli occupanti. La sicurezza automobilistica viene garantita dalla presenza di serie degli airbag frontali a doppio stadio, laterali e per la testa oltre agli attacchi isofix per i sedili posteriori e ai vetri laminati.

## L'aggiornamento del 2008

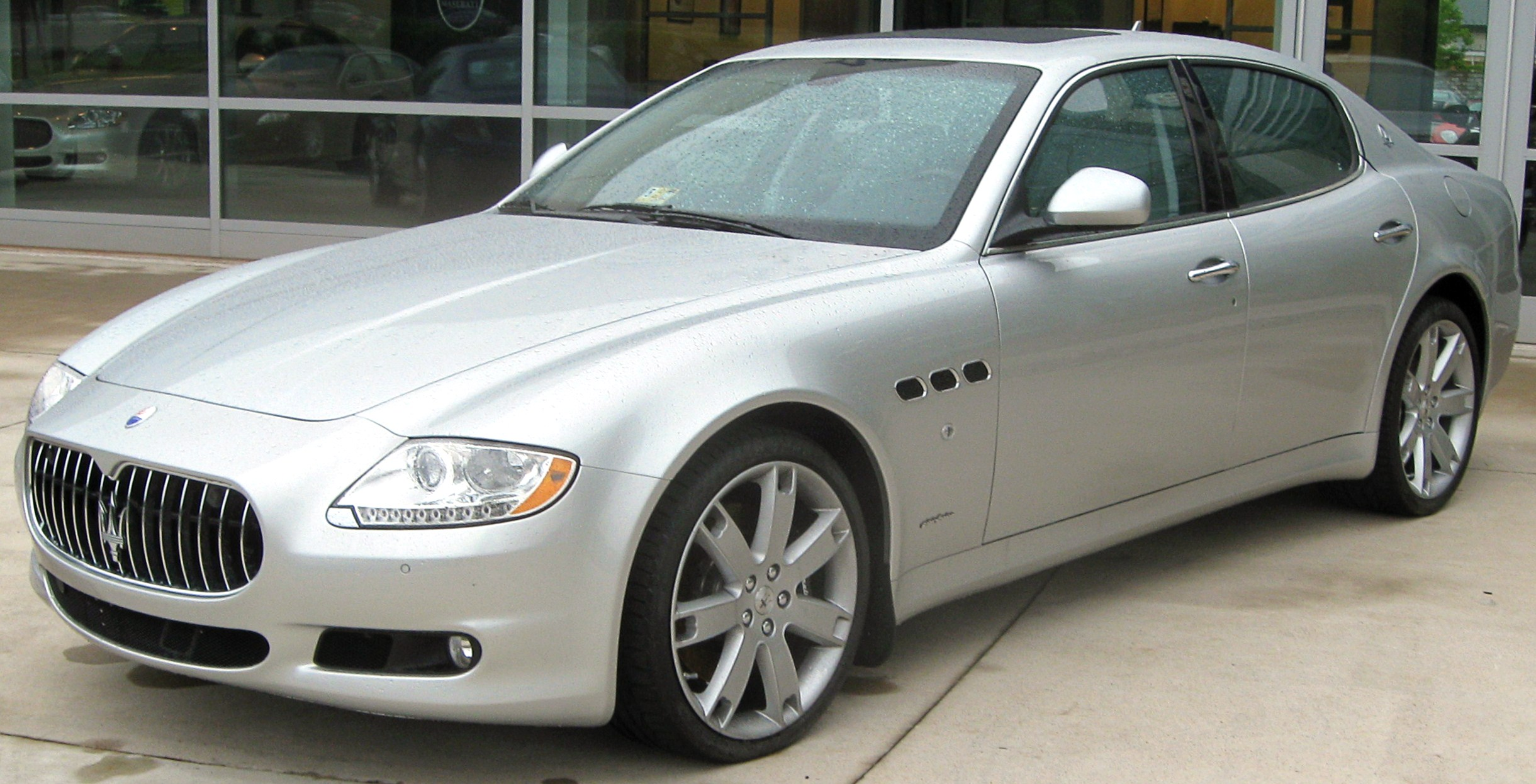
La Quattroporte ristilizzata del 2008

A cinque anni dal debutto la Quattroporte si rinnova sia in termini di estetica che di contenuti; dal 2003 fino al giugno del 2008 oltre 15.000 esemplari sono stati venduti e per rafforzare l'immagine del modello la Casa è intervenuta modificando alcuni dettagli del frontale e della coda: sono stati ridisegnati i gruppi ottici che ora adottano la tecnologia a LED, la calandra dispone di nuove alette verticali mentre gli specchi retrovisori sono stati ridisegnati per donare maggiore slancio alla linea dell'auto. Complessivamente la nuova versione è lunga 5,10 metri, circa 5,0 centimetri in più rispetto alla precedente. Internamente invece la Casa ha allargato la gamma di personalizzazioni introducendo nuove colorazioni per la selleria e per le rifiniture della plancia. Modificato anche il telaio, infatti la Casa ha messo a disposizione un assetto ancor più sportivo, portando al debutto le nuove motorizzazioni da 4,7 litri V8 omologate Euro 5, abbinate ad una trasmissione automatica a sei rapporti  realizzata in collaborazione con la ZF.
Questa serie di Quattroporte è stata e continua tutt'oggi ad essere uno dei modelli più apprezzati della casa del Tridente, infatti ha riscontrato numerosi consensi soprattutto da parte del pubblico estero: fino al 2009 nella sola Gran Bretagna sono stati consegnati 1.000 esemplari.

## Versioni e allestimenti
L'auto venne offerta nei primi anni di produzione in un unico allestimento base privo di denominazione e caratterizzato dalla presenza di serie di numerosi accessori per la sicurezza e per il comfort; la Casa mise a disposizione anche numerosi optional proposti a pagamento come l'impianto di televisione integrato al navigatore e il telefono GSM oppure i pacchetti di accessori Comfort, Executive e Sport che arricchivano la dotazione di serie. Per gli interni erano disponibili anche particolari rivestimenti realizzati su richiesta del cliente.
Nel settembre 2005 al Salone dell'automobile di Francoforte la gamma si arricchì delle versioni Executive GT e Sport GT: le Executive GT riprendevano gli accessori del precedente pacchetto Executive ed in più aggiungevano gli interni in legno con inserti della plancia in tessuto color crema e tonalità bicolore per tutto l'abitacolo, oltre alla presenza dei vari inserti cromati lungo la carrozzeria e la calandra con cerchi in lega specifici da 19" a nove razze. La Quattroporte Sport GT invece veniva caratterizzata dalle sospensioni irrigidite, il cambio robotizzato con tempi di cambiata ridotti del 35%, rifiniture interne in carbonio e scarichi modificati.

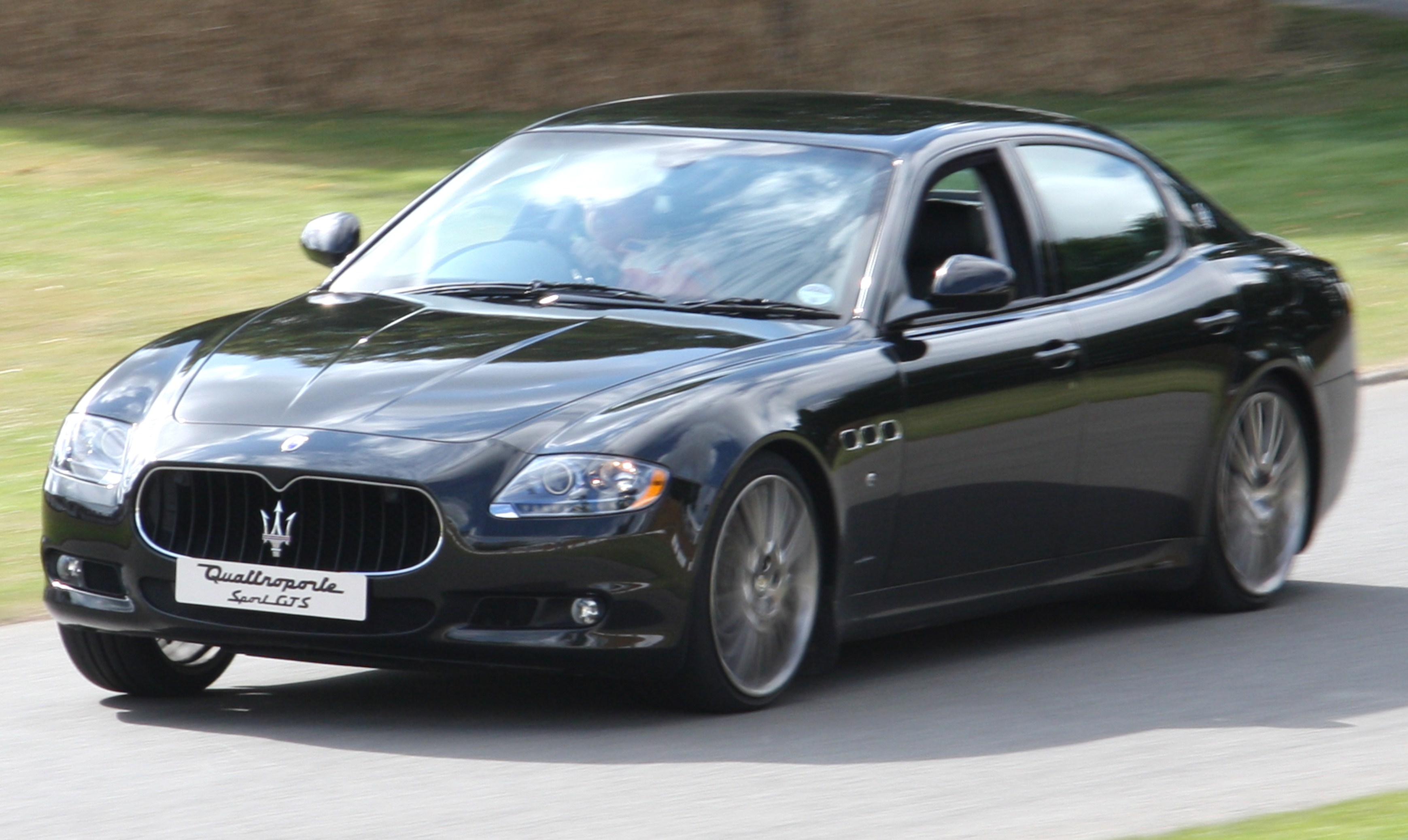
L'ultima versione di Quattroporte Sport GT S con motore 4.7 V8

Nel novembre 2007 Maserati presenta la Quattroporte Sport GT S versione che si posiziona al top della gamma; invariato il motore 4,2 litri, la Sport GT S presenta il cambio automatico a sei rapporti, assetto irrigidito racing ribassato di 10 mm all'anteriore e di 25 mm al posteriore, impianto frenante a disco co-fusi in ghisa e alluminio realizzati dalla Brembo, cerchi imbruniti a sette razze da 20" e calandra sportiva. Internamente presenta i rivestimenti in Poltrona Frau abbinati agli inserti in alcantara. La Sport GT S è stata prodotta fino al restyling del 2008, anno dal quale sono entrate in listino le nuove versioni equipaggiate con motori più prestazionali.
La Quattroporte S, introdotta con il restyling, non è altro che una versione potenziata della classica versione base che dispone del nuovo motore 4.7 V8 da 430 cavalli. Invariate le dotazioni di serie mentre i benefici riguardano le prestazioni. Al salone dell'auto di Detroit 2009 invece è stata presentata la nuova versione della Quattroporte Sport GT S equipaggiata con il nuovo motore 4.7 V8 da 439 cavalli: migliorate le prestazioni rispetto alla versione del 2007, gli interni sono stati orientati verso la sportività introducendo inserti in carbonio, modificato l'impianto di scarico. Il cambio automatico è stato rivisto per ridurre i tempi di cambiata.
Non sono mancate versioni speciali prodotte in edizione limitata: verso la fine del 2004 è stata realizzata la Quattroporte Neiman Marcus distribuita nel catalogo dell'omonima azienda e prodotta in soli 60 esemplari per il mercato americano. Curiosamente tutta la produzione è stata esaurita tra le 12.00 e le 12.03 del 14 ottobre 2004. Caratterizzata dal colore bordeaux Pontevecchio e dai cerchi in lega da 19" dal disegno esclusivo, questa Maserati disponeva di numerose cromature esterne e degli interni in pelle con plancia in mogano.
La Quattroporte Collezione Cento presentata nel gennaio 2008 è stata prodotta in soli cento esemplari destinati in prevalenza al pubblico americano, l'auto verniciata in color avorio era equipaggiata con dei cerchi in lega da 20" lucidi, la calandra possedeva uno sfondo grigio satinato mentre internamente si è preferito indirizzarla verso il lusso: speciale selleria in Poltrona Frau con impunture a forma di rombo e bottone a vista rifinita a mano, sistema Maserati Multimedia Entertainment con schermi a cristalli liquidi applicati negli schienali posteriori con ingresso USB e per SIM card, lettore CD e DVD con climatizzatore posteriore. Il motore era il classico otto cilindri 4,2 litri.
Nel marzo del 2009 la Maserati presenta per il solo mercato inglese la Centurion Edition, versione speciale realizzata per i soli possessori della carta American Express nera. Questa Quattroporte presenta la verniciatura nera e un raffinato abitacolo rivestito in Poltrona Frau color ghiaccio con il logo Centurion applicato sui poggiatesta e sulla plancia. I motori a disposizione sono i classici 4.2 e 4.7 V8.
Al Salone di Ginevra 2010 la Maserati ha presentato la Quattroporte Sport GT S Awards Edition, versione in edizione limitata realizzata per celebrare i 65 riconoscimenti ricevuti dal modello negli oltre sei anni di commercializzazione; ciò ha dimostrato come la Quattroporte sia stata un vero modello di successo per la Maserati sia in termini di immagine che di vendite. La meccanica deriva dalla Sport GT S con medesimo propulsore 4.7 V8 da 439 cavalli e stesso assetto sportivo mentre le novità sono tutte concentrate nell'abitacolo dove debuttano i nuovi rivestimenti per la selleria Awards Edition con tessuti in Poltrona Frau ed Alcantara abbinati alle rifiniture imbrunite e alle modanature satinate in legno Piano Black. Esternamente si notano i grandi cerchi in lega satinati da 20" con pinze dei freni in metallo lucidato a specchio prodotte dalla Brembo.

## Motori e trasmissioni

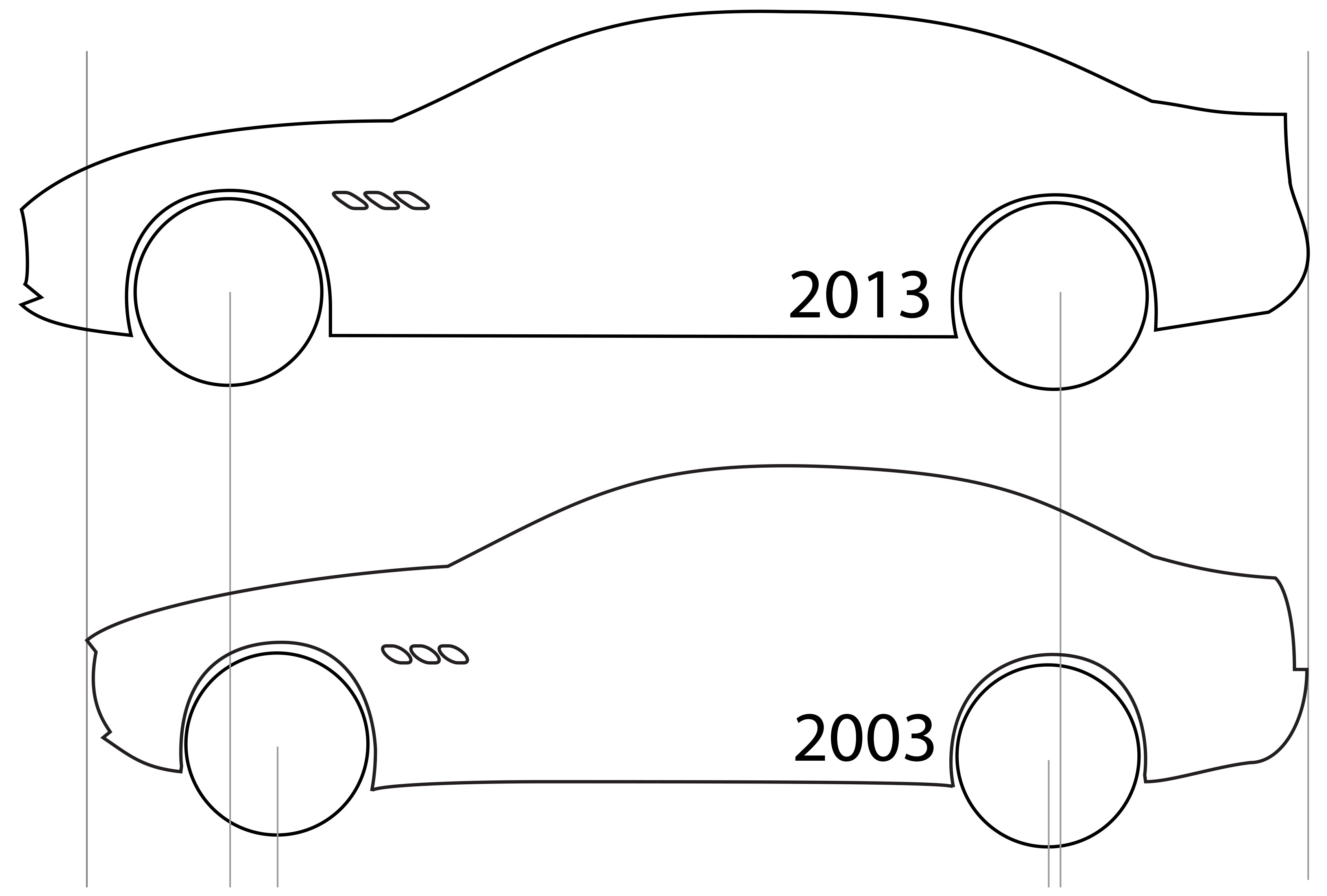
Differenza di stile e dimensioni fra la Quattroporte V e la Quattroporte VI.

Inizialmente la Quattroporte venne offerta con il solo motore benzina da 4,2 litri aspirato con otto cilindri a V di 90° realizzato a Maranello dai tecnici Ferrari, denominato Ferrari F136. Questo V8 con basamento e testa dei cilindri in alluminio e silicio possiede una distribuzione a quattro valvole per cilindro (per un totale di 32 valvole) con due alberi a camme in testa per bancata dotati di variatore di fase continuo e azionati da catena. La lubrificazione è a carter secco. Dotato di iniezione elettronica eroga la potenza massima di 400 cavalli (294 Kw) a 7.000 giri/min per una coppia motrice massima di 451 N·m a 4.500 giri al minuto. Le emissioni registrate sono pari a 345 grammi di anidride carbonica emessa per chilometro nel ciclo combinato. Lo scatto da 0 a 100 km/h viene registrato in 5,2 secondi per una velocità di punta pari a 275 km/h. Il consumo medio dichiarato è di 5,2 km/l. Questo 4.2 viene omologato secondo i parametri della normativa Euro 4 ed era abbinato ad un cambio robotizzato DuoSelect a sei rapporti utilizzabili nella modalità sequenziale. Il DuoSelect, sviluppato dalla Ferrari basandosi su una evoluzione del precedente CambioCorsa, era caratterizzato dai tempi di cambiata molto rapidi e per questo venne criticato soprattutto dal pubblico americano che ha richiesto una trasmissione automatica tradizionale; dal 2007 la casa ha messo a disposizione anche il cambio automatico sequenziale a sei rapporti sviluppato in collaborazione con la ZF caratterizzato dai tempi di cambiata addolciti. Con il cambio automatico ZF le prestazioni della Quattroporte vengono peggiorate: lo scatto da 0 a 100 km/h viene registrato in 5,6 secondi mentre la velocità di punta scende a 270 km/h, il tutto a favore dei consumi con l'auto che è in grado di percorrere 6,8 km/l. La coppia massima con l'automatico sale a 460 N·m erogati a 4.250 giri al minuto.

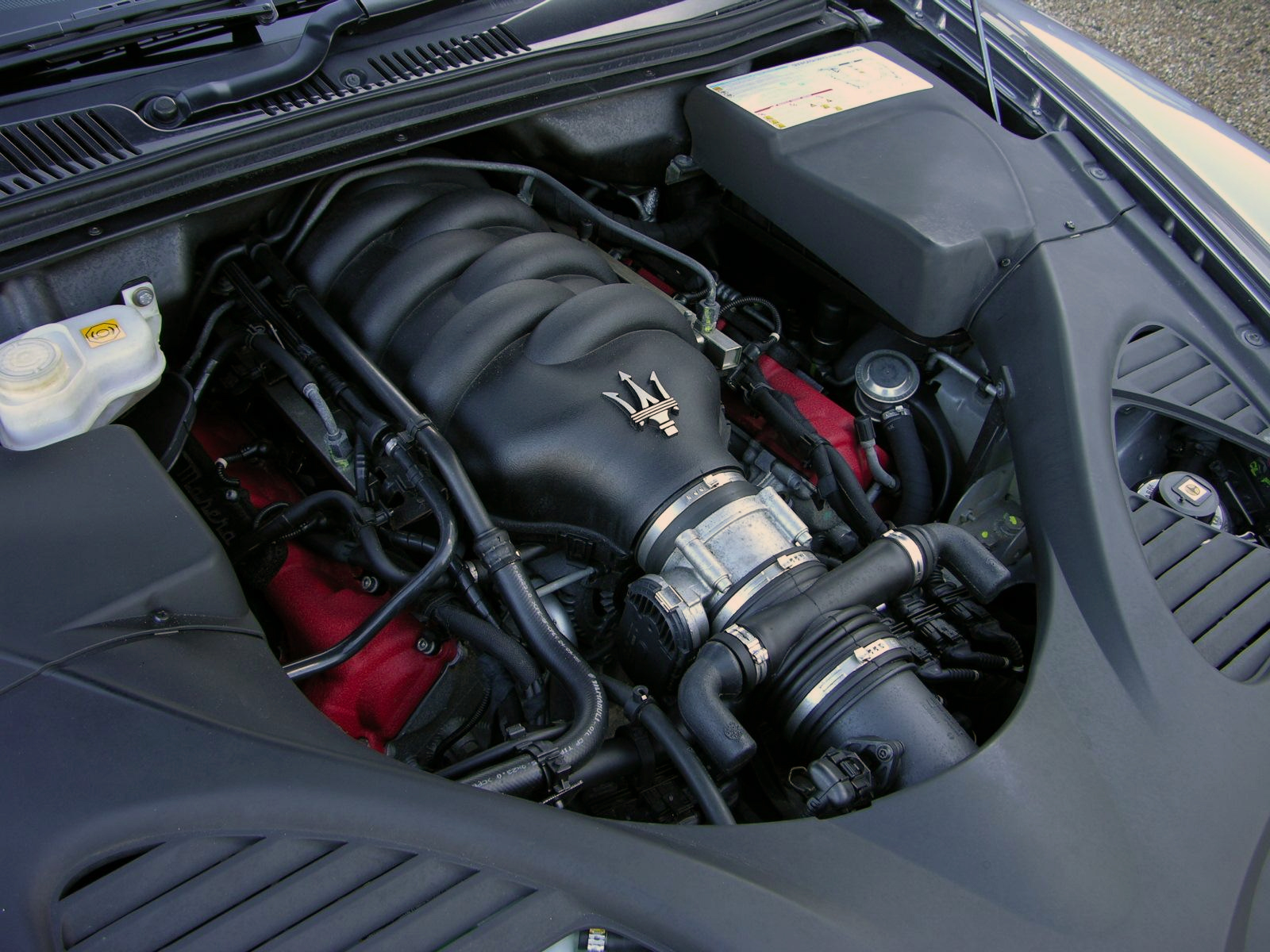
Motore 4,2 litri V8 di una Quattroporte del 2006

Nel 2008 venne introdotta una seconda motorizzazione benzina: si tratta del nuovo 4,7 litri sempre otto cilindri a V di 90° derivato dall'unità 4.2. Anche questo 4.7 viene prodotto a Maranello, possiede la lubrificazione umida e sfrutta l'iniezione elettronica con la fasatura variabile. Il 4.7 è riconoscibile per i coperchi delle teste di colore rosso, eroga 430 cavalli a 7.000 giri al minuto per una coppia massima di 490 N·m a 4.750 giri al minuto. Grazie alla maggiore potenza è in grado di prestazioni migliori infatti lo scatto da 0 a 100 km/h viene registrato in 5,4 secondi con una velocità massima dichiarata di 280 km/h. Ovviamente i consumi risultano sensibilmente superiori rispetto al 4.2 infatti la Quattroporte 4.7 è capace di percorrere 6,6 chilometri con un litro di carburante, le emissioni di anidride carbonica salgono a 365 grammi emessi al chilometro mentre l'omologazione anti inquinamento rispetta gli standard Euro 5. Il 4.7 è abbinato al cambio automatico sequenziale ZF sei rapporti.
Dal 2009 la Quattroporte è disponibile anche con il 4.7 V8 potenziato a 439 cavalli, incremento ottenuto intervenendo sulla centralina e sullo scarico; si tratta della più potente e veloce berlina prodotta da casa Maserati grazie alla velocità massima di 285 km/h con scatto da 0 a 100 km/h registrato in 5,1 secondi. Questa versione di punta eroga la coppia massima di 490 Nm a 4.750 giri/min ed è in grado di percorrere 6,4 km/l con emissioni di 365 g/km di anidride carbonica ed omologazione Euro 5. Il cambio è una versione rivista dell'automatico sequenziale a 6 rapporti con software MC-Auto Shift: in posizione Manual Mode si ottiene una guida più personale e sportiva perché è il guidatore a decidere i passaggi di marcia (sequenziali) che possono avvenire fino ad alto numero di giri mentre in modalità Auto Sport i passaggi di marcia vengono gestiti dal software. Il 4.7 V8 da 439 cavalli è disponibile solo per la versione Quattroporte Sport GT S.

## Riepilogo versioni
| Modello                      | Disponibilità       | Motore                  | Cilindrata | Potenza         | Coppia massima          | Emissioni CO2 (g/Km) | 0–100 km/h (secondi) | Velocità max (Km/h) | Consumo medio (Km/l) |
| 4.2 V8 DuoSelect             | dal debutto al 2008 | 8 cilindri a V, Benzina | 4.244 cm³  | 294 kW (400 CV) | 451 N·m @4.500 giri/min | 345                  | 5,2                  | 275                 | 5,3                  |
| 4.2 V8 Automatica            | dal 2007            | 8 cilindri a V, Benzina | 4.244 cm³  | 294 kW (400 CV) | 460 N·m @4.250 giri/min | 345                  | 5,6                  | 270                 | 6,8                  |
| 4.7 V8 S Automatica          | dal 2008            | 8 cilindri a V, Benzina | 4.691 cm³  | 317 kW (430 CV) | 490 N·m @4.750 giri/min | 365                  | 5,4                  | 280                 | 6,4                  |
| 4.7 V8 Sport GT S Automatica | dal 2009            | 8 cilindri a V, Benzina | 4.691 cm³  | 323 kW (439 CV) | 490 N·m @4.750 giri/min | 365                  | 5,1                  | 285                 | 6,4                  |

## La Quattroporte nelle competizioni
La Quattroporte viene utilizzata dal 2009 dallo Swiss Team per il Campionato italiano Superstars. Guidata da Andrea Chiesa l'automobile in versione da competizione pesa circa 1.430 chilogrammi ed è equipaggiata con il motore 4.2 V8 aspirato potenziato a 450 cavalli e abbinato ad un cambio sequenziale a sei rapporti. Ovviamente la carrozzeria ha subito numerose modifiche per migliorare l'aerodinamica dell'auto. La Quattroporte Superstar ha debuttato all'autodromo di Franciacorta nel maggio 2009.